# Angelino Fons
Angelino Fons Fernández (6 de marzo de 1936 - 7 de junio de 2011) fue un guionista y director de cine español.

## Biografía
Nació en Madrid el 6 de marzo de 1936, algunos meses antes del inicio de la guerra civil española. Se crio entre Orihuela y Murcia donde se desplazó con su familia en 1940. Allí estudió en el colegio de jesuitas de Santo Domingo de Orihuela, provincia de Alicante. Inició estudios de Filosofía y Letras en la Universidad de Murcia y dirigió el cine-club de dicha ciudad. Posteriormente volvió a Madrid alternando sus estudios de Románicas con los de dirección de cine en el Instituto de Investigaciones y Experiencias Cinematográficas (IIEC). Tras dejar sus estudios universitarios continuó en la recién formada Escuela Oficial de Cinematografía diplomándose en 1963, con un trabajo titulado A este lado del muro basado en la novela Las afueras de Luis Goytisolo Debido a su buena relación con Carlos Saura durante la primera década de este como director, Fons colabora en la elaboración de los guiones en los primeros años de 1960, apareciendo en los créditos en La caza (1966), Peppermint frappé (1967) y Stress es tres tres (1968) así como en Amador (1966).
Fons hizo su debut cinematográfico en 1966 con La busca, una adaptación moderna de la novela escrita por Pío Baroja, con un marcado sentido del realismo crítico reminiscente de La tía Tula de Miguel Picazo. La película tuvo una buena acogida y fue para la crítica, durante varios años, la joven promesa entre los nuevos directores del nuevo cine español de la segunda mitad de la década de los sesenta. La busca fue seguida dos años más tarde por el mediocre musical Cantando a la vida (1968).
En 1969, Fons empezó a colaborar con el productor Emiliano Piedra, dirigiendo una adaptación de la novela de Benito Pérez Galdós Fortunata y Jacinta (1969) con la mujer del productor, Emma Penella como protagonista. Esta película fue seguida de La primera entrega (1971), con la que no obtuvo una buena crítica. Fons dirigió otra adaptación de una novela de Benito Pérez Galdos al año siguiente, Marianela (1972), pero no consiguió tampoco una buena acogida entre el público y la crítica, lo confirmaba la disipación del gran éxito cosechado en el primer largometraje. Posteriormente, en colaboración con Carmen Martín Gaite, adaptó una de sus historias Emilia... parada y fonda (1976), con el guion realizado por la misma escritora, no ayudó demasiado a la caída continua de la carrera de Fons. Al inicio de los años 80, Angelino Fons dirigió El Cid Cabreador (1983), una producción cómica, con tintes eróticos y de poco presupuesto. Finalmente dejó su carrera de director a finales de los años 1980.
Falleció el 7 de junio de 2011 debido a problemas cardíacos.

## Premios
Medallas del Círculo de Escritores Cinematográficos
| Año  | Categoría      | Película          | Resultado |
| ---- | -------------- | ----------------- | --------- |
| 1966 | Mejor director | La busca          | Ganador   |
| 1967 | Mejor guion    | Peppermint frappé | Ganador   |

## Obra

### Cine
Dirección:
- La busca (1966)
- Cantando a la vida (1968)
- Fortunata y Jacinta (1970)
- La primera entrega (1971)
- Marianela (1972)
- Mi hijo no es lo que parece (1973)
- Separación matrimonial (1973), con guion de Carlos Pumares.
- La casa (1974)
- De profesión: polígamo (1975)
- Emilia... parada y fonda (1976)
- Esposa y amante (1977)
- Mar brava (1982)
- El Cid Cabreador (1983)

### Televisión
- «El crimen de la calle Fuencarral» (1985), episodio de La huella del crimen
- Las rejas las veis vosotros (1987)
- Una cana al aire (1987)
- La joya del Paralelo (1990)
- El nacimiento de Alexis (1989)
- Un negocio familiar (1991)